# Supercopa de Chile
La Supercopa de Chile es una competición oficial de fútbol profesional de Chile, que se disputa anualmente entre los clubes campeones de la Primera División y de la Copa Chile de cada temporada. Es organizada por la Asociación Nacional de Fútbol Profesional de Chile (ANFP), perteneciente a la Federación de Fútbol de Chile, y se juega desde el año 2013.
El primer campeón fue Unión Española, que venció a Universidad de Chile por 2-0 en Antofagasta. El actual campeón es Colo-Colo, tras haber vencido a Huachipato por 2-0 en el Estadio El Teniente. Aunque el partido en primera instancia se disputó el 11 de febrero de 2024 en el Estadio Nacional, el encuentro fue suspendido y retomado el 13 de noviembre de 2024.

## Antecedentes
El 14 de mayo de 2013 Sergio Jadue, presidente de la ANFP, planteó jugar una nueva competición en el fútbol chileno: la Supercopa de Chile. El tema fue discutido y aceptado en el Consejo de Presidentes de la ANFP.
Sergio Jadue señaló: «Vamos a lanzar la idea de poder jugar el campeón del Apertura y de la Copa Chile, creando la Supercopa, nuevo torneo del fútbol chileno, en un partido único, a disputarse una vez al año» agregando que «Entregará un importante premio económico al campeón; además, sirve para darle más contenido a nuestro canal (CDF) y así satisfacer la baja de fechas que vamos a tener tras no seguir con los Playoffs».

### Trofeo
La Supercopa, de 60 kilogramos de peso, está hecha por artesanos chilenos y en su elaboración se utilizaron 6 kilogramos y 800 gramos de plata de ley 930 y maderas nativas. De una altura de un metro, en su diseño resaltan los anillos que representan la unión del fútbol nacional.

## Sistema de competición
La Supercopa se disputa desde 2013 en una final a partido único jugado en cancha neutral, los equipos participantes serán los equipos que se coronarán campeones del Campeonato Nacional de Primera División y de la Copa Chile. Si ambos equipos hubiesen terminado empatados en goles, el partido se habría definido a través de tiros desde el punto penal.
También se definió que se respetaría el número máximo de cinco extranjeros en planilla y que no existiría obligación en la utilización de jugadores Sub-20, a diferencia de los otros torneos nacionales. Además, se acordó que las tarjetas rojas directas o infracciones graves informadas por el árbitro en su informe, tendrían el castigo aplicado por el Tribunal de Disciplina en el partido siguiente, en cualquiera de las competiciones oficiales que organiza la ANFP, ya sea de Copa Chile o la Primera División.
Como en cada edición los equipos participantes son los equipos que se coronaran campeones de la Primera División y de la Copa Chile, respectivamente. De manera excepcional en el año 2021, para la novena versión, tras la cancelación de la Copa Chile 2020, por la Pandemia de COVID-19, la ANFP mediante votación, confirmó que el rival del campeón de la Primera División, sería el campeón de la Primera B 2020.

## Historia

### Años 2010
La primera edición se jugó el 10 de julio de 2013, entre Unión Española, campeón del Torneo Transición 2013, y Universidad de Chile, campeón de la Copa Chile 2012-13 Los campeones se enfrentaron en el Estadio Calvo y Bascuñán de Antofagasta, donde el triunfo fue para el conjunto de Unión Española, tras ganar el partido por 2-0, convirtiéndose en los primeros campeones de la Supercopa. Además, ese resultado provocó la salida del argentino Darío Franco, como entrenador del equipo azul.
La segunda edición del certamen se disputó el 3 de mayo de 2014, en el Estadio San Carlos de Apoquindo de Santiago, teniendo como participantes, al campeón de la Copa Chile 2013-14, Deportes Iquique, y O'Higgins, el campeón mejor posicionado en la tabla acumulada (Torneo Apertura 2013). O'Higgins se quedó con el título por lanzamientos penales, tras igualar 1-1 en los 90 minutos reglamentarios.
La tercera edición se disputó el 30 de septiembre de 2015, en el Germán Becker de Temuco, teniendo como participantes, al campeón de la Copa Chile 2014-15, Universidad de Concepción, y Universidad de Chile, el campeón mejor posicionado en la tabla acumulada (Torneo de Apertura 2014). El cuadro azul fue el que se quedó con el título, tras vencer a los del campanil por 2 goles a 1. En el certamen de ese año, se transmitió por primera vez para la televisión abierta, ya que TVN televisó el partido.
La cuarta edición se llevó a cabo el 15 de septiembre de 2016, en el Ester Roa Rebolledo de Concepción, en donde jugaron el campeón de Copa Chile 2015, Universidad de Chile, y Universidad Católica, campeón del Torneo de Clausura 2016 y mejor posicionado en la tabla anual. El encuentro terminó 2 a 1 a favor de los cruzados. Además, el resultado provocó la salida del argentino Sebastián Beccacece, como entrenador de los azules. Con este título, la UC aumentó su ventaja sobre Universidad de Chile en las definiciones del clásico universitario.
La quinta edición se llevó a cabo el 23 de julio de 2017, en el Estadio Nacional de Santiago, en donde jugaron el campeón de la Copa Chile 2016, Colo-Colo, y Universidad Católica, campeón del Torneo de Apertura 2016 y mejor posicionado en la tabla acumulada de la temporada. El encuentro terminó 4 a 1 a favor del conjunto albo. Durante el encuentro, los cruzados iniciaron el encuentro a su favor, con gol del joven Kuscevic, pero el marcador fue remontado por los albos con los goles de Paredes (2), Vilches y Valdés, este último mediante lanzamiento penal.
La sexta edición se llevó a cabo el 26 de enero de 2018 en el Estadio Nacional de Santiago, escenario que por segundo año consecutivo fue elegido para la definición de este torneo. Colo-Colo campeón del Torneo de Transición 2017 derrotó al campeón de la Copa Chile 2017, Santiago Wanderers, por 3-0 con goles de Opazo, Véjar y Valdés. Con este título, Colo-Colo se convirtió en el primer equipo en ganar 2 veces consecutivas el torneo.
En la séptima edición, disputada el 23 de marzo de 2019, Universidad Católica, campeón de la Primera División 2018 se enfrentó a Palestino, campeón vigente de Copa Chile 2018 en el Estadio Sausalito de Viña del Mar. Dicho encuentro consagró campeón a la UC tras derrotar por 5 a 0 al cuadro de colonias con goles de Kuscevic, Pinares, Sáez, Valencia y Buonanotte, siendo hasta esa fecha el resultado más abultado en el historial de finales.

### Años 2020
La octava versión, correspondiente a la temporada 2020, se jugó el 21 de marzo de 2021, producto del retraso que provocó la pandemia del coronavirus en el desarrollo del futbol chileno. Se enfrentaron el campeón del campeonato del año 2019, Universidad Católica, y el campeón de la Copa Chile 2019, Colo Colo. El encuentro se disputó en el Estadio Nacional de Santiago y terminó 4 a 2 a favor del conjunto cruzado. Durante el encuentro, los albos iniciaron el encuentro a su favor, por 2 a 0 con goles de Morales y Gil, pero el marcador fue remontado por los cruzados con los goles de Zampedri, Tapia (2) y Núñez. Con este título, Universidad Católica obtiene la tercera Supercopa transformándose en el equipo más ganador de este torneo.
La novena versión se llevó a cabo el 18 de noviembre de 2021, en el Ester Roa Rebolledo de Concepción con público reducido debido a las restricciones por la pandemia del coronavirus. Tras la cancelación de la Copa Chile 2020, la ANFP, confirmó que de manera excepcional, el rival de Universidad Católica, campeón de la Primera División, sería Ñublense, campeón de la Primera B 2020. Durante el tiempo reglamentario igualaron 1-1 con goles de Mateos para los chillanejos y Zampedri, mediante lanzamiento penal, para el equipo de la franja. El título se definió en penales donde Universidad Católica se impuso por 7-6 a Ñublense. Con este título, Universidad Católica se coronó tricampeón de la Supercopa y el equipo, que ya era el más ganador del torneo sumó su cuarto título en esta competición, y superó en títulos oficiales a Universidad de Chile, uno de sus rivales clásicos.
La décima versión se llevó a cabo en el Ester Roa Rebolledo de Concepción el 23 de enero de 2022 y tuvo nuevamente como protagonistas a Universidad Católica y Colo-Colo. Los Cruzados llegaban como el flamante tetracampeón de Primera División mientras que el Cacique lo hizo como bicampeón de la Copa Chile 2021. Colo Colo ganaría el encuentro por 2-0 con goles de Leonardo Gil y Carlo Villanueva, en un partido marcado por los incidentes protagonizados por ambas barras y que obligaron a detener el partido en el minuto 34, reanudándose cerca de media hora después.
La undécima edición se llevó a cabo el 15 de enero del 2023 en una nueva edición del Clásico de la Chilenidad entre Colo-Colo y Magallanes, duelo que no se daba de forma oficial desde 1992 y cuya historia es de gran relevancia en el nacimiento del equipo Albo. El partido se jugó en el Estadio Sausalito de Viña del Mar y, tras un empate 1-1 en los 90 minutos, el Manojito de Claveles se impuso 4-3 en la definición a penales y ganó su tercer trofeo en menos de 3 meses, sumándose al título de Primera B, que les dio el ascenso tras 36 años, y la Copa Chile 2022, que les dio el derecho de jugar esta edición de la Supercopa, la primera de su historia. En tanto el Cacique, que llegaba como campeón de Primera División no pudo ganar su cuarto trofeo y alcanzar a Universidad Católica como el más ganador del certamen.
En la duodécima edición, Colo-Colo se cobró la revancha, aunque en este caso, lo hizo frente a Huachipato, al derrotarle por 2-0, con los goles de Carlos Palacios y Arturo Vidal. Originalmente, el partido se jugó en el Estadio Nacional de Santiago, pero que fue suspendido a 12 minutos de finalizar el partido, por los incidentes causados por los hinchas colocolinos, por sus protestas en contra del fallecido expresidente de la república Sebastián Piñera, quien falleció días antes del partido. Los 12 minutos restantes, se jugaron en el Estadio El Teniente de Rancagua (estadio que acogió el torneo, por primera vez en su historia), pero el resultado no se modificó y Colo-Colo levantó su cuarta Supercopa de Chile y justo 4 días después, de haber levantado su 34° título del Torneo Nacional.

## Patrocinios
| Período   | Patrocinador         |
| --------- | -------------------- |
| 2013      | Stihl                |
| 2014      | Movistar             |
| 2015      | Sin Patrocinio       |
| 2016-2017 | Scotiabank           |
| 2018      | MG Motor             |
| 2019-2023 | Easy                 |
| 2024      | Coca-Cola Sin Azúcar |
| 2025–     | Itaú                 |

## Historial
Esta tabla muestra los principales resultados de la fase final de cada Supercopa de Chile. Para más información sobre un torneo en particular, véase la página especializada de ella en Detalle.
| Ed. | Temporada    | Campeón                      | Resultado      | Subcampeón                    | Sede final                                                                       |
| --- | ------------ | ---------------------------- | -------------- | ----------------------------- | -------------------------------------------------------------------------------- |
| 1   | 2013 Detalle | Unión Española (L) (1)       | 2-0            | Universidad de Chile (C)      | Estadio Regional Calvo y Bascuñán, Antofagasta                                   |
| 2   | 2014 Detalle | O'Higgins (L) (1)            | 1-1 (3-2 pen.) | Deportes Iquique (C)          | Estadio San Carlos de Apoquindo, Santiago                                        |
| 3   | 2015 Detalle | Universidad de Chile (L) (1) | 2-1            | Universidad de Concepción (C) | Estadio Germán Becker, Temuco                                                    |
| 4   | 2016 Detalle | Universidad Católica (L) (1) | 2-1            | Universidad de Chile (C)      | Estadio Ester Roa, Concepción                                                    |
| 5   | 2017 Detalle | Colo-Colo (C) (1)            | 4-1            | Universidad Católica (L)      | Estadio Nacional Julio Martínez Prádanos, Santiago                               |
| 6   | 2018 Detalle | Colo-Colo (L) (2)            | 3-0            | Santiago Wanderers (C)        | Estadio Nacional Julio Martínez Prádanos, Santiago                               |
| 7   | 2019 Detalle | Universidad Católica (L) (2) | 5-0            | Palestino (C)                 | Estadio Sausalito, Viña del Mar                                                  |
| 8   | 2020 Detalle | Universidad Católica (L) (3) | 4-2            | Colo-Colo (C)                 | Estadio Nacional Julio Martínez Prádanos, Santiago                               |
| 9   | 2021 Detalle | Universidad Católica (L) (4) | 1-1 (7-6 pen.) | Ñublense (B)                  | Estadio Ester Roa, Concepción                                                    |
| 10  | 2022 Detalle | Colo-Colo (C) (3)            | 2-0            | Universidad Católica (L)      | Estadio Ester Roa, Concepción                                                    |
| 11  | 2023 Detalle | Magallanes (C) (1)           | 1-1 (4-3 pen.) | Colo-Colo (L)                 | Estadio Sausalito, Viña del Mar                                                  |
| 12  | 2024 Detalle | Colo-Colo (C) (4)            | 2-0            | Huachipato (L)                | Estadio Nacional Julio Martínez Prádanos, Santiago Estadio El Teniente, Rancagua |
| 13  | 2025 Detalle |                              |                |                               | Estadio Bicentenario de La Florida, Santiago                                     |

## Palmarés
| Equipo                    | Títulos | Subcamp. | Años campeonatos       | Años Subcamp. |
| ------------------------- | ------- | -------- | ---------------------- | ------------- |
| Universidad Católica      | 4       | 2        | 2016, 2019, 2020, 2021 | 2017, 2022    |
| Colo-Colo                 | 4       | 2        | 2017, 2018, 2022, 2024 | 2020, 2023    |
| Universidad de Chile      | 1       | 2        | 2015                   | 2013, 2016    |
| Unión Española            | 1       | 0        | 2013                   |               |
| O'Higgins                 | 1       | 0        | 2014                   |               |
| Magallanes                | 1       | 0        | 2023                   |               |
| Deportes Iquique          | 0       | 1        |                        | 2014          |
| Universidad de Concepción | 0       | 1        |                        | 2015          |
| Santiago Wanderers        | 0       | 1        |                        | 2018          |
| Palestino                 | 0       | 1        |                        | 2019          |
| Ñublense                  | 0       | 1        |                        | 2021          |
| Huachipato                | 0       | 1        |                        | 2024          |

### Títulos por competición
| Torneo           | Títulos | Subcampeonatos | Clubes                                                                                                |
| ---------------- | ------- | -------------- | --- |
| Primera División | 8       | 4              | Universidad Católica (4), Colo-Colo (1), Universidad de Chile (1), Unión Española (1) y O'Higgins (1) |
| Copa Chile       | 4       | 7              | Colo-Colo (3), Magallanes (1)                                                                         |
| Primera B        | 0       | 1              | |

### Campeones consecutivos
| Tricampeonatos       | Tricampeonatos | Tricampeonatos   |
| Club                 | Veces          | Años campeón     |
| -------------------- | -------------- | ---------------- |
| Universidad Católica | 1              | 2019, 2020, 2021 |

| Bicampeonatos | Bicampeonatos | Bicampeonatos |
| Club          | Veces         | Años campeón  |
| ------------- | ------------- | ------------- |
| Colo-Colo     | 1             | 2017, 2018    |

## Estadísticas
Para un completo detalle véase Estadísticas de la Supercopa de Chile.

### Tabla histórica de rendimiento
| Pos. | Club                      | Temp. | Puntos | PJ | PG | PE | PP | GF | GC | Dif. | Títulos | (Subc.) |
| ---- | ------------------------- | ----- | ------ | -- | -- | -- | -- | -- | -- | ---- | ------- | ------- |
| 1    | Colo-Colo                 | 6     | 13     | 6  | 4  | 1  | 1  | 14 | 6  | 8    | 4       | 2       |
| 2    | Universidad Católica      | 6     | 10     | 6  | 3  | 1  | 2  | 13 | 10 | 3    | 4       | 2       |
| 3    | Unión Española            | 1     | 3      | 1  | 1  | 0  | 0  | 2  | 0  | 2    | 1       | 0       |
| 4    | Universidad de Chile      | 3     | 3      | 3  | 1  | 0  | 2  | 3  | 5  | –2   | 1       | 2       |
| 5    | O'Higgins                 | 1     | 1      | 1  | 0  | 1  | 0  | 1  | 1  | 0    | 1       | 0       |
| 6    | Magallanes                | 1     | 1      | 1  | 0  | 1  | 0  | 1  | 1  | 0    | 1       | 0       |
| 7    | Ñublense                  | 1     | 1      | 1  | 0  | 1  | 0  | 1  | 1  | 0    | 0       | 1       |
| 8    | Iquique                   | 1     | 1      | 1  | 0  | 1  | 0  | 1  | 1  | 0    | 0       | 1       |
| 9    | Universidad de Concepción | 1     | 0      | 1  | 0  | 0  | 1  | 1  | 2  | –1   | 0       | 1       |
| 10   | Huachipato                | 1     | 0      | 1  | 0  | 0  | 1  | 0  | 2  | –2   | 0       | 1       |
| 11   | Santiago Wanderers        | 1     | 0      | 1  | 0  | 0  | 1  | 0  | 3  | –3   | 0       | 1       |
| 12   | Palestino                 | 1     | 0      | 1  | 0  | 0  | 1  | 0  | 5  | –5   | 0       | 1       |

### Tabla histórica de goleadores
Para un completo detalle véase Máximos goleadores de la Supercopa de Chile.
Lista de los jugadores que han marcado dos o más goles en la Supercopa de Chile desde la primera edición en 2013.
| Pos. | Jugador           | G. | P. J. | Prom. |  | Ed. G.  | Equipo(s)            |
| 1    | Gonzalo Tapia     | 2  | 2     | 1     |  | 2020/21 | Universidad Católica |
| 2    | Esteban Paredes   | 2  | 2     | 1     |  | 2017/18 | Colo-Colo            |
| 3    | Jaime Valdés      | 2  | 2     | 1     |  | 2017/18 | Colo-Colo            |
| 4    | Benjamín Kuscevic | 2  | 2     | 1     |  | 2016/19 | Universidad Católica |
| 5    | Leonardo Gil      | 2  | 3     | 0.67  |  | 2022    | Colo-Colo            |
| 6    | Fernando Zampedri | 2  | 3     | 0.67  |  | 2020/21 | Universidad Católica |

Datos actualizados al último partido jugado el 15 de enero de 2023.

### Tabla histórica de entrenadores
Para un completo detalle véase Estadísticas de entrenadores de la Supercopa de Chile.
En la tabla se muestran los entrenadores con dos o más participaciones en la Supercopa.
Nota: En negrita entrenadors activos en Chile.
| Pos | Entrenador        | Temp. | PJ | PG | PE | PP | Puntos | Títulos | Clubes                          |
| --- | ----------------- | ----- | -- | -- | -- | -- | ------ | ------- | ------------------------------- |
| 1   | Gustavo Quinteros | 3     | 4  | 2  | 1  | 1  | 7      | 2       | Universidad Católica, Colo-Colo |
| 2   | Pablo Guede       | 2     | 2  | 2  | 0  | 0  | 6      | 2       | Colo-Colo                       |
|     | Mario Salas       | 2     | 2  | 1  | 0  | 1  | 3      | 1       | Universidad Católica            |
|     | Cristian Paulucci | 2     | 2  | 0  | 1  | 1  | 1      | 1       | Universidad Católica            |

Datos actualizados al último partido jugado el 15 de enero de 2023.